# 辽西郡

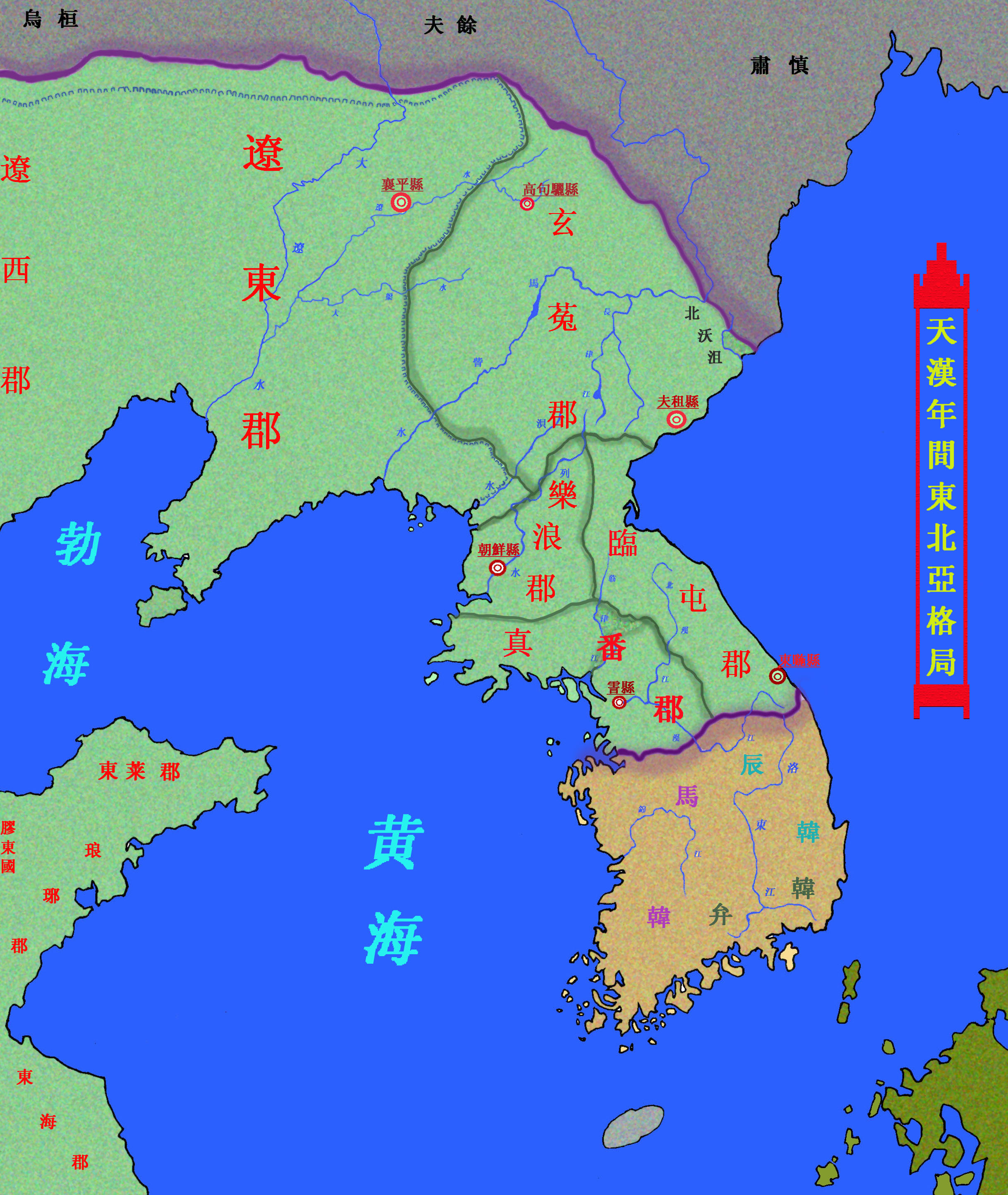
公元前1世纪初东北亚局势

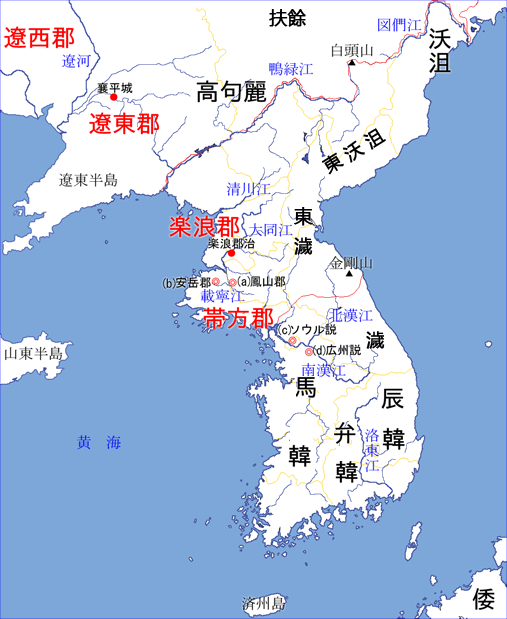
公元3世纪的东北亚建制郡

辽西郡，秦代出土文物皆作潦西郡，中国古代的郡。战国燕所置，秦朝以後沿用。自古為邊塞駐屯地，唐代金昌緒《春怨》云：“打起黃鶯兒，莫教枝上啼。啼時驚妾夢，不得到遼西”。

## 沿革
秦汉治所在阳乐（今辽宁省义县西）。辖今河北省迁西、乐亭，辽宁省松岭山以东，长城以南，大凌河下游以西地区。
后辖境渐小，十六国前燕移治令支（今河北省迁安西），北燕移治肥如（今河北省卢龙县北）。
北齐废入北平郡，隋炀帝时复置辽西郡。
唐武德六年（623年）时再废，地入营州。